# 自動鉛筆

典型棘輪式（ratchet-based）自動鉛筆的內部構造

，又稱自動筆、鉛芯筆 或活动铅笔，是一种固体颜料芯可更换并且可以机械伸缩的铅笔。铅笔芯与外壳不是固定相连的，通常由石墨构成，当它的前端磨损的的时候，可以向外延长。
自动铅笔通常在工程制图和快速工整的书写中可以无需削铅笔就能提供相同宽度的线条。自动铅笔也用于美术绘画中。
自动铅笔在十八世纪第一次使用，十九和二十世纪许多自动铅笔的设计取得了专利。

## 歷史

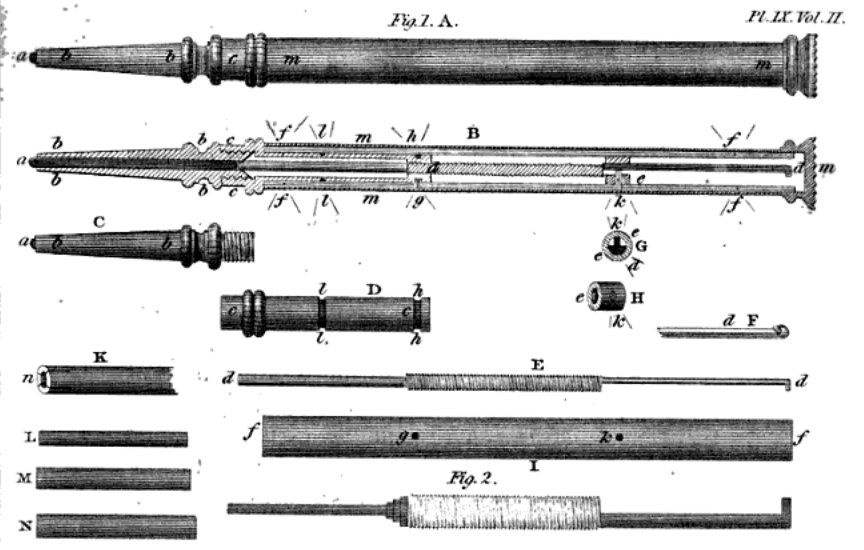
1822年由桑普森·莫丹（Sampson Mordan）制造的第一只自动铅笔专利详细信息

康拉德·格斯纳在1565年提出一種類似自动铅笔的筆，但筆芯需要人工調整使其銳利。最早自动铅笔的前身在1791年沉沒的HMS Pandora船隻殘骸中找到。
1822年，第一个可替换并且带有笔芯推进结构的铅笔的专利在英国被Sampson Mordan和John Isaac Hawkins获得。随后Mordan从Hawkins手里买断了专利权，在1823年到1837年间与Gabriel Riddle开展了商业合作，因此最早一批的Mordan铅笔都带有“SMGR”的标签。1837年后MorDan结束了与Riddle的合作，继续生产名为“S.MORDAN & CO”的铅笔，同时还广泛生产银器，直到二战时期他的工厂被炸掉。
1822年到1874年间注册了超过160个专利，在多方面推动了自动铅笔的发展。第一只弹簧式自动铅笔在1877年申请专利，随后的1895年出现了拧填式铅笔。1938年，0.9mm笔芯进入市场， 随后又出现了0.3、0.5、0.7mm的笔芯，甚至1.4mm，现在，0.4mm和0.2mm同样也成为一个规格。
1915年，冶金工人早川德次对自动铅笔做出了一些改进，使得它在日本获得成功。德次的铅笔被称为“总是锋利的铅笔”。但那之后，德次并未马上获得成功，直到保证铅笔寿命的金属杆被引入。一家东京和大阪的公司向德次发出一个大订单，使得Ever-Ready Sharp从此开始大卖。之后德次的公司就有了“夏普”这个名字。
几乎就在同时，美国的Charles R. Keeran开发了一种类似的铅笔，而这正是今天大多数铅笔的鼻祖。Keeran设计的铅笔依赖于棘齿，而德次的则以螺丝为基础。这两项不同的发展史经常被人们错误地合并成一个。Keeran在1915年為其铅笔申請專利，之後很快就安排生產。在進行一些改良後，他的設計變成Wahl Adding Machine公司的Eversharp鉛筆，在1920年代初期，Wahl公司販賣超過1200萬隻鉛筆。

## 结构分类

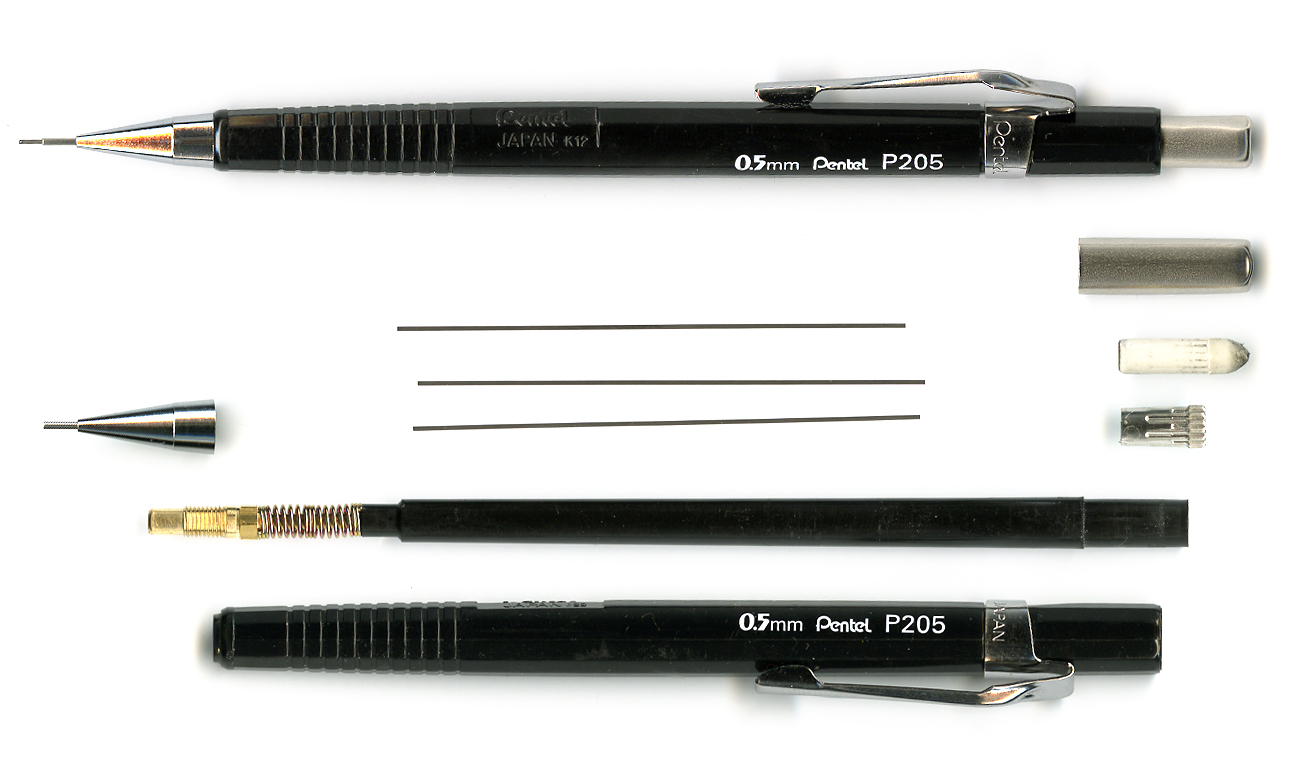
Pentel Sharp棘齿绘图铅笔拆解图，以及三根0.5 mm石墨笔芯。

自动铅笔可以分为两种基本类型：一种为夹住铅芯并且随着使用向前推进，另一种只是夹住铅芯使其不掉下来。
基于螺絲的铅笔依靠拧动螺丝推动铅芯前进，而螺丝则沿着笔杆内的导轨移动。这种铅笔在二十世纪前期得到了广泛应用。很多这样的铅笔具有一种锁定的结构，允许铅芯退回到笔杆中去。
离合型铅笔（直译为铅芯抓握者）一般使用较粗的铅芯（2-4 mm）并且一次只能用一根铅芯。按动铅笔后端的橡皮帽，使笔头处的小颚张开，铅芯就可以自由地从笔杆内滑出（或缩回），但这滑动只能由外部协助控制，当然，把笔尖离开桌面几毫米或者挡在手心就很容易做到。一些铅笔能够延长铅芯，如Alvin Tech-Matic铅笔，但通常被认为与带有推进装置的铅笔不是一个种类。
基于棘輪的铅笔是抓握铅笔（clutch pencil）的一种变体，铅芯在头部被三个小颚夹住，小颚外又套有一个金属环。铅笔尾部的按钮控制了小颚的张合，按钮按下时，小颚向前张开，铅芯前进，按钮放开时小颚收紧，“铅芯护圈”（在笔尖里的一个小橡皮圈）能保持铅芯的位置，使其不至于向外滑落或者随着小颚的夹紧滑向笔杆内。另一種設計是用緊密配合的金屬環來導引及支持筆芯，不需要容納橡皮擦的位置。
在一种基于棘轮的铅笔中，前后摇动会使其铅笔内部的重物操纵盖子上的装置。这种铅笔可能会在顶部或侧面有一个按钮，来让使用者在需要的时候使铅芯前进。另一种铅笔能自动向前推进铅芯，这种设计使用棘齿推进铅芯，但只是用很小的摩擦力阻止其滑落或者退回到铅笔里面。笔尖是一种弹簧扣，铅芯磨损时变短，减小了弹簧的压力，从而使铅芯自动推出。

### 自转式
一种先进的棘轮型铅笔拥有一个机械装置，能够在铅笔芯接触纸面时将其旋轉特定角度，利用平均耗損，使筆芯與紙面的接觸面積只有普通自动铅笔的一半，这样写出来的字便具有统一的黑度。这种铅笔名叫“笔芯可转铅笔”（Kuru Toga），是由三菱铅笔有限公司研发出来的。三菱铅笔還在2004年推出了a-gel(alpha-gel)自動鉛筆。

### 側壓式
側壓式自動鉛筆為其中一種自動鉛筆的形式。其運作方式為：在一般的筆管中開一個孔，並加入一個楔型按壓部件，該部件會把機構向下壓，以達成和原始的自動鉛筆一樣的效果。

## 铅芯特性

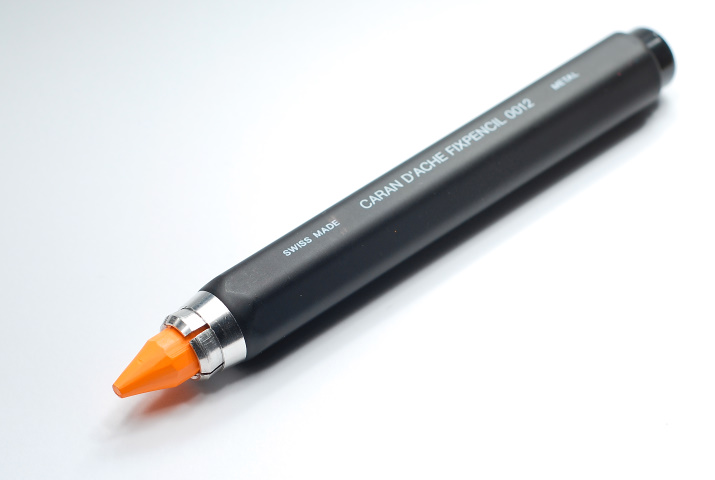
凯兰帝 (公司)设计的自动铅笔

尽管名称叫做“铅”，铅笔铅不包含有毒的化学元素铅，而通常用的是石墨和粘土，或塑料聚合物。相比于传统铅笔，自动铅笔类型范围较窄，同时也存在诸多变种。多数自动铅笔可重新装填，也有一些便宜的类型用完后可以丢掉。

### 铅芯直径
自动铅笔的结构一般只能使用一种直径的铅芯，也有一些如Pentel Function 357，其内置的多种结构允许使用多种直径的铅芯，如：0.3mm、0.5mm和0.7mm。1.00 mm的铅芯也存在，但它们是非常罕见的。（见下表）
下表列出了不同的铅芯直径，以满足多样的喜好和制作，最常用的是0.5mm和0.7mm，其线宽适用于精确的书写和绘画，0.05mm，0.1mm和0.2mm则较为罕见。
使用亚毫米铅芯的铅笔能同时容纳多跟铅芯，以减少重新装填的次数。一个例外是Pentel 350E，这可能是Pentel的第一款自动铅笔，它只能容纳一根0.5mm的铅芯，当需要时可以从一根小管子中把新的铅芯填入笔杆。
| 直径 (mm) | 用途                                                             |
| --------- | ---------------------------------------------------------------- |
| 0.10      | 技术工作                                                         |
| 0.20      | 技术工作                                                         |
| 0.30      | 技术工作（一些德國製造商會稱為0.35 mm）                          |
| 0.40      | 技术工作（仅在日本）                                             |
| 0.50      | 一般书写，普通技术工作，初级技术工作                             |
| 0.70      | 一般书写                                                         |
| 0.90      | 学生/一般书写 （一些德國製造商會稱為1.0 mm）                     |
| 1.00      | 少见，用于1950年以前的派克铅笔                                   |
| 1.18      | 更为古老，用于Yard-O-Led                                         |
| 1.30      | Staedtler及Pentel （只有Pentel有彩色的自動鉛筆）                 |
| 1.40      | Faber-Castell e-Motion、new Lamy ABC及一些Stabilo children的鉛筆 |
| 2.00      | 制图笔及電腦閱卷考試(2B)                                         |
| 3.15      | 非制图笔                                                         |
| 5.50      | 非製圖筆（僅用於e+m Germany部分產品）                            |
| 5.60      | 非制图笔                                                         |

### 硬度
与传统铅笔相同，自动铅笔的铅芯根据使用者的不同需求，对石墨和粘土的配比进行控制，从而做出不同黑度和硬度的铅芯。常用的铅笔的铅芯其密度和傳統HB (US #2)的筆芯相同，但粗細不同。

### 颜料
自动铅笔彩色铅芯却较为少见，Crayola的“Twistable”系列包含两种彩色铅笔（可擦除的和不可擦除的），其中含有机械推进结构，却不提供替换的铅芯。
一些美国以外的公司如Pentel、Pilot和uni-ball为他们的产品在小范围的直径（0.5mm、0.7mm和2mm）制造了彩色可重新装填的笔芯。Koh-i-Noor则在2.0、3.15和5.6mm上做出了彩色可充填的自动铅笔。